# Zygophyllum loczyi
Zygophyllum loczyi là một loài thực vật có hoa trong họ Zygophyllaceae. Loài này được Kanitz miêu tả khoa học đầu tiên năm 1891.